# Ramat Hadar
Ramat Hadar (hebrejsky רמת הדר‎) je čtvrť v centrální části Haify v Izraeli. Nachází se v administrativní oblasti Hadar, na okraji pohoří Karmel.

## Geografie
Leží v nadmořské výšce necelých 200 metrů, cca 2 kilometry jihovýchodně od centra dolního města. Na severu s ní sousedí čtvrť Ge'ula a Nachala, na východě Ramat Vižnic, na jihu Vardija a na západě Karmel Merkazi. Zaujímá polohu na vyvýšené sídelní terase, která na jihu a východě spadá do hlubokého údolí vádí Nachal Tan a jeho přítoku Nachal Even. Hlavní dopravní osou jsou ulice Derech Rupin, Leon Blum a Ge'ula. Populace je židovská, bez arabského prvku.

## Dějiny
Výstavba tu probíhala zejména v 60. a 70. letech 20. století. Rozkládá se na rozloze 0,17 kilometru čtverečního. V roce 2008 zde žilo 1 800 lidí, z toho 1 520 Židů.